# Heavenly Bodies
Cet article possède un paronyme, voir Bodies.
Heavenly Bodies est un groupe de rock alternatif britannique, originaire de l'Angleterre. Le groupe ne dure qu'un an, en 1988.

## Biographie
Le groupe est composé de la chanteuse Caroline Seaman, et des anciens membres de Dead Can Dance, le batteur James Pinker, et le bassiste Scott Roger. Le groupe ne compte qu'un seul et unique album studio, intitulé Celestial, publié en 1988 au label Third Mind.

## Discographie

### Albums studio
- 1988 : Celestial

### EP
- 1988 : Rains on Me